# Алексеевка (Курагинский район)
Алексеевка — село в Курагинском районе Красноярского края. Административный центр Алексеевского сельсовета.

## География
Село находится в юго-восточной части края, на правом берегу реки Салба (приток реки Убей), на расстоянии приблизительно 31 километра (по прямой) к северо-западу от посёлка городского типа Курагино, административного центра района. Абсолютная высота — 313 метров над уровнем моря.

## История
Село было основано в 1908 году. По данным 1926 года в деревне Алексеевка имелось 275 хозяйств и проживало 1442 человека (732 мужчины и 710 женщин). В национальном составе населения преобладали украинцы. Функционировали школа I ступени и лавка общества потребителей. В административном отношении деревня являлась центром Алексеевского сельсовета Курагинского района Минусинского округа Сибирского края.

## Население
| 2010 |
| ---- |
| 606  |

Гендерный состав
По данным Всероссийской переписи населения 2010 года в гендерной структуре населения мужчины составляли 45,7 %, женщины — соответственно 54,3 %.
Национальный состав
Согласно результатам переписи 2002 года, в национальной структуре населения русские составляли 93 % из 641 чел.

## Инфраструктура
В селе функционируют средняя общеобразовательная школа, фельдшерско-акушерский пункт, сельский дом культуры, библиотека, ветучасток, отделение Сбербанка, пять магазинов и отделение Почты России.